# (747) Winchester
(747) Winchester – planetoida z grupy pasa głównego asteroid okrążająca Słońce w ciągu 5 lat i 66 dni w średniej odległości 2,99 au. Została odkryta 7 marca 1913 roku w obserwatorium w Winchester (Massachusetts) przez Joela Metcalfa. Nazwa pochodzi od miejsca jej odkrycia. Przed nadaniem nazwy planetoida nosiła oznaczenie tymczasowe (747) 1913 QZ.